# 地方財政委員会
地方財政委員会（ちほうざいせいいいんかい）は、廃止された日本の行政機関。
1. 地方財政委員会（第一期）は、1948年（昭和23年）1月7日に、内閣に設置された合議制の行政機関。1949年（昭和24年）6月1日に廃止された。→地方財政委員会#第一期
2. 地方財政委員会（第二期）は、1950年（昭和25年）5月30日に、総理府に設置された合議制の行政機関（行政委員会）。1953年（昭和27年）8月1日に廃止された。→地方財政委員会#第二期

## 第一期

### 概要
地方財政委員会（第一期）は、1948年（昭和23年）1月7日、内務省の廃止に伴い、地方財政委員会法（昭和22年法律第155号）に基づいて、内閣に設置された合議制の機関である。1949年（昭和24年）6月1日、地方自治庁設置法（昭和24年法律第131号）に基づいて廃止され、その業務は同日に設置された地方自治庁に引き継がれた。

### 委員
地方財政委員会は、内閣総理大臣に任命された5名（後に6名）の委員から構成された。5名は次の者から、各1名が選任された。
1. 他の行政事務を分担管理しない国務大臣
2. 国会議員の中から代表者として衆議院議長及び参議院議長の指名した者[3]
3. 都道府県知事の代表者として
4. 市長の代表者として
5. 町村長の代表者として

### 委員長
地方財政委員会委員長は国務大臣たる委員をもって充てることとされ、初代の地方財政委員会委員長には、片山内閣の国務大臣・竹田儀一が就任した。

### 事務局長
- 荻田保：1948年1月7日 - 1949年6月1日

### 所掌事務
地方財政委員会は、「国家公益と地方公共団体の自主権とが調和するように、地方財政の自主化を図るため、左に掲げる事項を包含する計画を立案する。」ものとされた（地方財政委員会法2条）。
1. 租税の賦課及び徴収に関する事項
2. 借入及び公債の発行に関する事項
3. 予算、経理及び決算に関する事項
4. 地方行政遂行のため必要な国家資金の公平な配分に関する事項
5. 地方公共団体の政府に対する財政報告に関する事項

地方財政委員会には、これらの事務を補佐させるため、事務局が置かれた。

## 第二期

### 概要
地方財政委員会（第二期）は、1950年（昭和25年）5月30日、地方財政委員会設置法（昭和25年法律第210号）に基づいて、地方自治庁からその事務の一部を引き継ぎ、総理府に置かれた合議制の行政機関である。1953年（昭和27年）8月1日、自治庁設置法（昭和27年7月31日法律261号）に基づいて廃止され、同日設置された自治庁にその事務を引き継いだ。

### 委員
地方財政委員会は、地方自治に関し優れた識見を有する者のうちから、衆参両議院の同意を得て、内閣総理大臣に任命された5名の委員を以て組織された。この委員のうちには、次の者を各一名ずつ含むこととされた。
1. 全国の都道府県知事及び都道府県議会の議長の各連合組織が共同推薦した者
2. 全国の市長及び市議会の議長の各連合組織が共同推薦した者
3. 全国の町村長及び町村議会の議長の各連合組織が共同推薦した者

### 委員長
- 野村秀雄：1950年5月30日 - 1952年8月1日

### 所掌事務・権限
地方財政委員会は、「国、都道府県及び市町村相互の間における財政の調整を促進することにより、地方自治の本旨の実現に資すること」を目的として、次の事務をつかさどるものとされた（地方財政委員会設置法3条）。
1. 地方財政平衡交付金の総額を見積り、各地方公共団体に交付すべき交付金の額を決定し、その他地方公共団体の財政の運営に関し助言すること。
2. 法定外普通税の新設又は変更を許可し、その他地方公共団体の税制の運営に関し助言すること。
3. 国、都道府県及び市町村相互の間における財政の調整に関し、調査し、研究し、及び関係機関に対し意見を申し出ること。
4. 地方公共団体の財政に関し、資料を収集し、統計を作成し、調査し、及び研究すること。

また、地方財政委員会には、上記の所掌事務を遂行するため、次の権限が与えられた。
1. 予算の範囲内で所掌事務の遂行に必要な支出負担行為をすること。
2. 収入金を徴収し、及び所掌事務の遂行に必要な支払をすること。
3. 所掌事務の遂行に直接必要な事務所等の施設を設置し、及び管理すること。
4. 所掌事務の遂行に直接必要な業務用資材、事務用品又は研究用資材等を調達すること。
5. 不用財産を処分すること。
6. 職員の任免及び賞罰を行い、その他職員の人事を管理すること。
7. 職員の厚生及び保健のために必要な施設をし、及び管理すること。
8. 職員に貸与する宿舎を設置し、及び管理すること。
9. 所掌事務に関する統計及び調査資料を収集し、頒布し、又は刊行すること。
10. 所掌事務の周知宣伝を行うこと。
11. 委員会の公印を制定すること。
12. 毎年度分として交付すべき地方財政平衡交付金の総額を見積り、各地方公共団体に交付すべき交付金の額を決定し、及びこれを交付すること。
13. 地方財政平衡交付金の額の算定の基礎についての地方公共団体の審査の請求を受理し、及びこれを審査すること。
14. 地方公共団体の課税権の帰属その他地方税法(昭和二十五年法律第二百二十六号)の規定の適用について関係地方公共団体の長が意見を異にする場合において、決定をすること。
15. 附加価値税の課税標準とすべき附加価値の分割に関する更正又は決定について、主たる事務所又は事務所所在地の都道府県知事に対して、指示をすること。
16. 市町村が行う市町村民税の課税標準とすべき所得及び所得税額の変更について、許可を与えること。
17. 固定資産税の課税標準とすべき固定資産の価格の評価について、技術的援助及び助言を与えること。
18. 農地に対する固定資産税の課税標準とすべき農地の価格に関する倍数を決定すること。
19. 地方公共団体の法定外普通税の新設又は変更を許可すること。
20. 地方債の発行に関して許可を与えること。
21. 当せん金附証票を発売することができる都市を指定し、及び地方公共団体の行う当せん金附証票の発売を許可すること。
22. 地方競馬を行うことができる都市を指定すること。
23. 自転車競技を行うことのできる市町村を指定すること。
24. 国、都道府県及び市町村相互の間における財政及びこれに影響を及ぼす諸関係の調整について、内閣及び関係機関に対し、並びに内閣を経由して国会に対し、意見を申し出ること。
25. 法令により委員会に属せしめられた権限の行使について、関係地方公共団体について聴聞をすること。
26. 関係行政機関及び地方公共団体に対し、地方財政に関し、必要な資料の提出を求め、及び報告をさせること。
27. 前各号に掲げるものの外、法律(これに基く命令を含む。)に基き、委員会に属せしめられた権限

また、地方財政委員会は、その所掌する事務について、法律若しくは政令の規定を実施するため、又は法律若しくは政令の特別の委任に基いて、地方財政委員会規則を制定する権限も与えられた。

### 部局
事務局
- 事務局長 荻田保：1950年5月30日 - 1952年8月1日
- 官房
- 財務部
- 税務部